# Тахмазов, Фахраддин Аят оглы
Фахраддин Аят оглы Тахмазов (азерб. Fəxrəddin Ayət oğlu Təhməzov; род. 10 января 1951) — азербайджанский государственный деятель, министр национальной безопасности Азербайджана (1992—1993). Генерал-майор.
Фахраддин Тахмазов родился 10 января 1951 года в посёлке Карачала Сальянского района в семье учителя. В 1968 году окончил среднюю школу в Али-Байрамлы, а в 1973 — Азербайджанский государственный институт русского языка и литературы им. М.Ф. Ахундова. После получения высшего образования, Тахмазов работал учителем в Али-Байрамлы.
В 1977 году окончил Высшую школу КГБ СССР, и с августа 1977 по июнь 1990 года работал младшим оперуполномоченным, затем оперуполномоченным, старшим оперуполномоченным, заместителем начальника отделения и начальником отделения. В июне 1990 года был назначен заместителем начальника отдела КГБ железнодорожной станции и города Гянджа, а в январе 1992 — начальником отдела Бакинского городского управления МНБ. 16 мая того же года Фахраддин Тахмазов занял должность министра национальной безопасности Азербайджана. 23 мая ему было присвоено звание генерал-майора. Покинул пост в 1993 году.